# Sepia hierredda
Sepia hierredda är en bläckfiskart som beskrevs av Rang och D'Orbigny 1835 in Férussac. Sepia hierredda ingår i släktet Sepia och familjen Sepiidae. IUCN kategoriserar arten globalt som otillräckligt studerad. Inga underarter finns listade i Catalogue of Life.